# Sermón

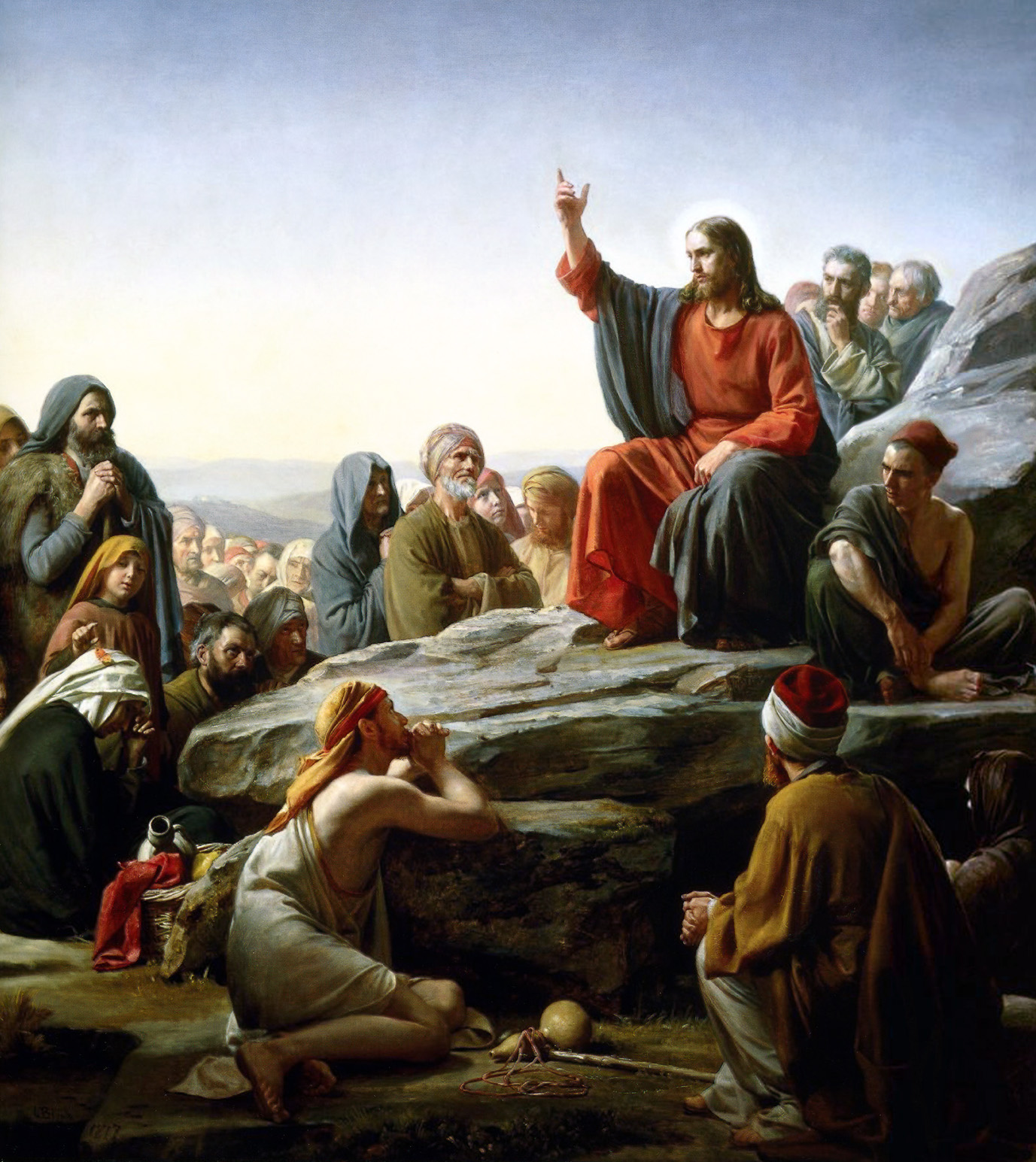
El sermón de la montaña

Se denomina sermón u homilía al género de la oratoria que consiste en un discurso de tema religioso, por lo general pronunciado durante el culto cristiano. El sermón se pronunciaba, en la primera liturgia cristiana, en latín, pero después, en vista de que el pueblo ya no entendía el latín culto, empezó a pronunciarse en lengua vernácula, mientras que el resto de la liturgia continuaba pronunciándose en latín. Algunos autores piensan que ese fue el origen de cierto transvase de voces, proverbios y cuentecillos cultos a la lengua vulgar, dando origen a buena parte de la literatura folclórica. 
Un homiliario es un libro que contiene una recopilación de homilías.

## Cristianismo

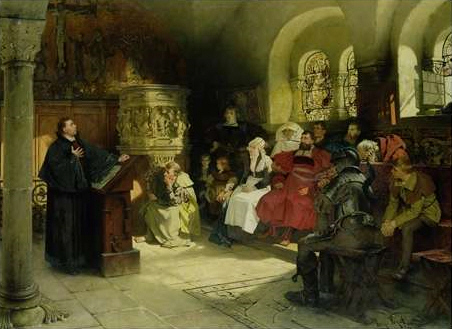
Sermón de Martín Lutero en el castillo de Wartburg.

El sermón de la montaña pronunciado por Jesucristo (San Mateo, V, VI y VII) puede ser considerado como el sermón más antiguo. Las epístolas de los apóstoles, los escritos de los primeros Padres son por lo menos, en cuanto a su objeto, verdaderos sermones, si bien hasta el siglo IV d. C. no nace este género particular de elocuencia que los griegos llamaban homilía. 
El sermón de las diversas Iglesias cristianas tiene su origen en la homilía de la sinagoga que existía en el mundo judío en la época de Jesucristo. Jesucristo solía dar sermones para enseñar a sus discípulos, incluido el Sermón de la Montaña al aire libre. Jesús también dio sermones en sinagogas, como la de Nazaret, según está narrado en el Evangelio de Lucas, capítulo 4. El propósito del sermón es enseñar uno o más textos de la Biblia para que crezcan creyentes.

### Catolicismo

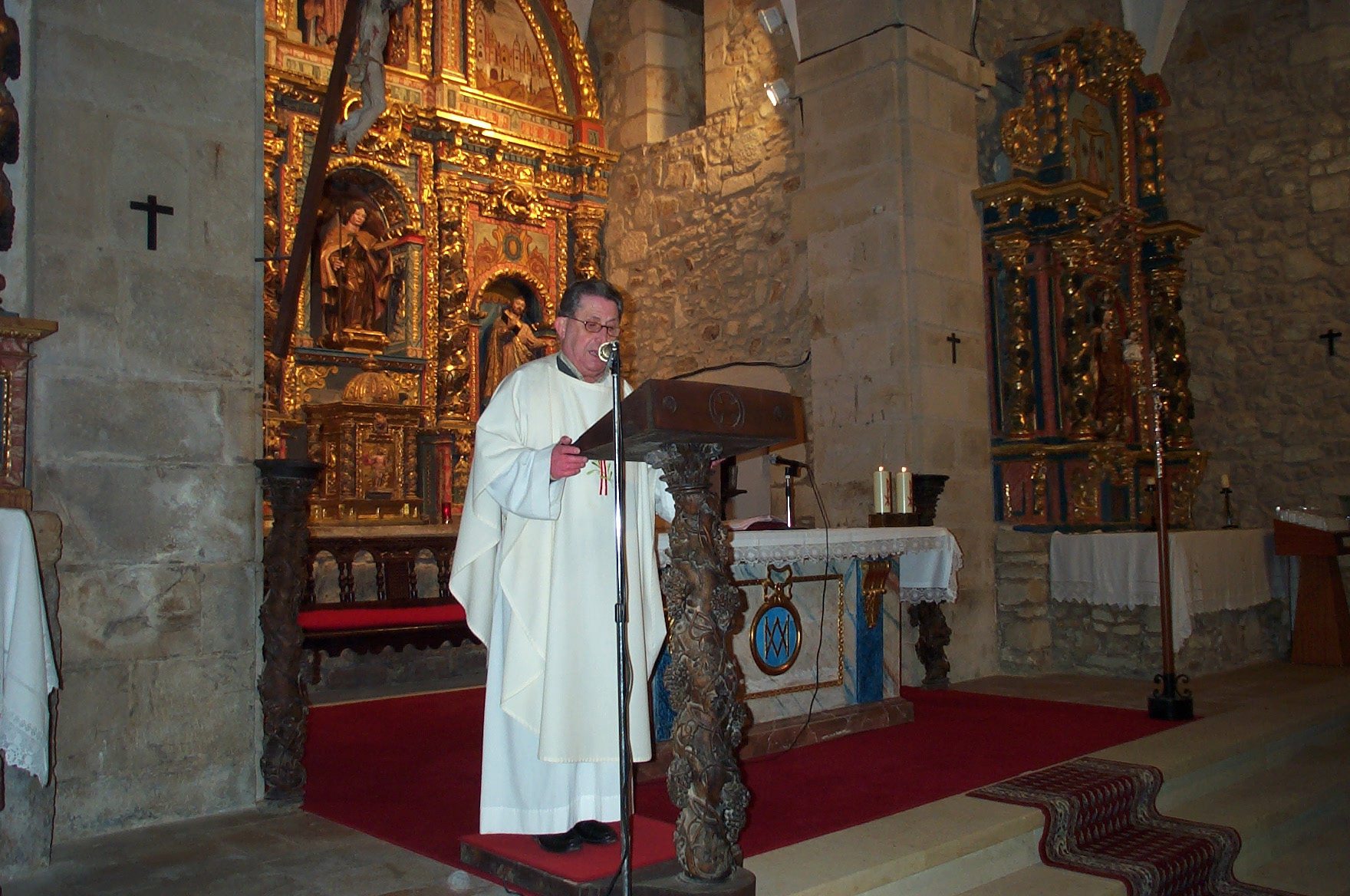
Sacerdote católico leyendo la homilía.

Según la Real Academia Española, homilía es el razonamiento o plática que se hace para explicar al pueblo las materias de religión. La palabra se deriva del vocablo griego homilein, que significa “tener comunión o tener interacción con una persona”. Se dirige a los fieles tras los rituales propios de la eucaristía, o del sacramento que se esté desarrollando.1 La homilía, como parte integrante de la Liturgia de la Palabra, viene ya descrita en el versículo escrito en el año 155 de san Justino, en el que explica al emperador Antonino Pío cuáles son las prácticas de los cristianos. Ya entonces como ahora la homilía se situaba entre la lectura de la Palabra y la Oración de los fieles u Oración Universal.
Tras una exhortación sobre las lecturas o el sacramento que se realiza, con el fin de hacer más inteligibles los pasajes de la Biblia que se acaban de proclamar en la asamblea litúrgica. Para la confección de la homilía suelen elegirse varias fuentes privilegiadas, como son los textos de los Padres de la Iglesia o de doctores y santos de la Iglesia católica.
Según las normas litúrgicas promulgadas por el Concilio Vaticano II en la Constitución sobre la Sagrada Liturgia, Sacrosanctum Concilium dice:
Y en la Instrucción General del Misal Romano, aprobada por Juan Pablo II el Jueves Santo del año 2000, la homilía, como parte integrante de la liturgia, debe ser un comentario vivo de la Palabra de Dios que ha de ser comprendido como parte integral de la acción litúrgica. La homilía la debe hacer el sacerdote que preside, un sacerdote concelebrante o un diácono, pero nunca un laico. En casos particulares y con una razón legítima, la homilía la puede hacer un Obispo o un sacerdote que están presentes en la celebración pero que no pueden concelebrar. Los domingos y días de precepto ha de haber homilía y, solamente por un motivo muy grave, se puede eliminar de las Misas que se celebran con asistencia del pueblo. El sacerdote puede hacer la homilía de pie o bien desde la sede, o bien desde el ambón (o púlpito) o, cuando sea oportuno, desde otro lugar adecuado.
En cuanto a su finalidad (como fue expresado por algunos de los primeros documentos litúrgicos posteriores al Vaticano II), es principalmente la de instrucción del Pueblo Santo de Dios, entonces sería lógico que quedara reservada al ‘teólogo experto’, pues la homilía es un "acto de interpretación", y el predicador debe ser un ministro ordenado, instruido y que comprenda las diversas experiencias de la asamblea a la cual se dirige y que pueda "interpretar la condición humana a través de las Escrituras".

### Protestantismo
En el protestantismo, la adoración se centra en la lectura de la Biblia.

### Cristianismo evangélico
En el Cristianismo evangélico, el sermón a menudo se llama el "mensaje". Ocupa un lugar importante en el servicio, la mitad del tiempo, unos 45 a 60 minutos. Este mensaje puede ser apoyado por un powerpoint, imágenes y videos. En algunas iglesias, los mensajes se agrupan en series temáticas. Quien trae el mensaje suele ser un  pastor formado en un Instituto Teológico. Los sermones evangélicos se transmiten en la radio, en los canales de televisión (televangelismo), en Internet, en  portales web, en el sitio web de las iglesias y a través de las redes sociales como YouTube y Facebook.

## Islam
La jutba es el nombre árabe del sermón que pronuncia el imán en la oración del viernes y en los dos eides (Eid al-Adha y Eid al-Fitr. En el sunismo, la jutba es imperativa: sin ella, la oración del viernes no sería válida.
En sociedades o comunidades con, por ejemplo, bajos índices de alfabetización, fuertes hábitos de culto comunitario y/o medios de comunicación de masas limitados, la predicación de sermones a través de redes de congregaciones puede tener importantes funciones informativas y de propaganda prescriptiva para las autoridades civiles y religiosas, que pueden regular en consecuencia el modo, la frecuencia, la concesión de licencias, el personal y el contenido de la predicación.

## Budismo

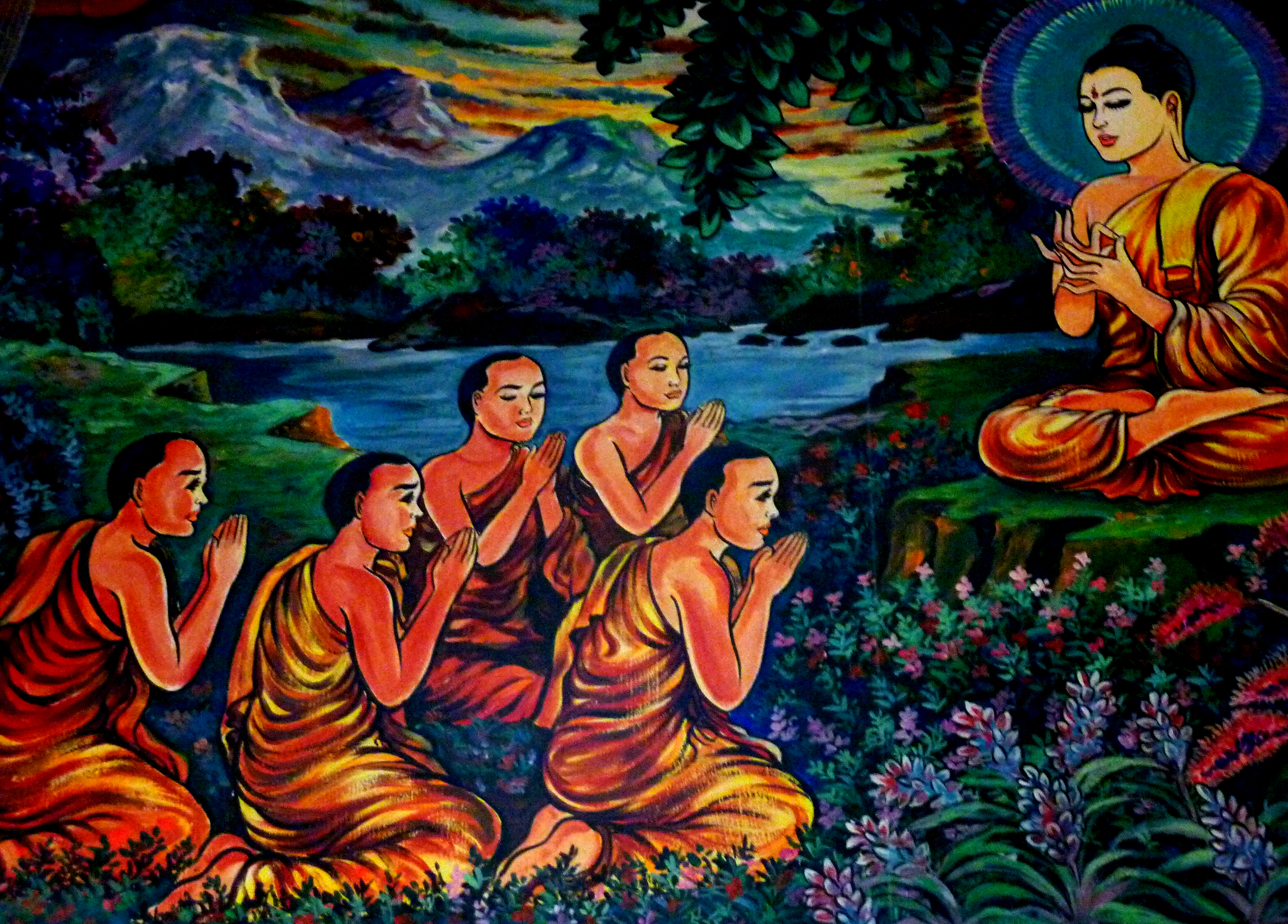
Representación del primer sermón del buda Siddhartha Gautama a sus primeros cinco discípulos.

El buda Siddhartha Gautama pronunció varios sermones que se agrupan en forma de sutras. El primero de ellos es el “Sermón de Benarés”, pronunciado 49 días después de alcanzar la iluminación.
Los religiosos budistas pueden dar sermones basados en textos del canon budista como el Dhammapada. En Japón, el sekkyō es una forma particular de sermón.

## La expresión del sermón

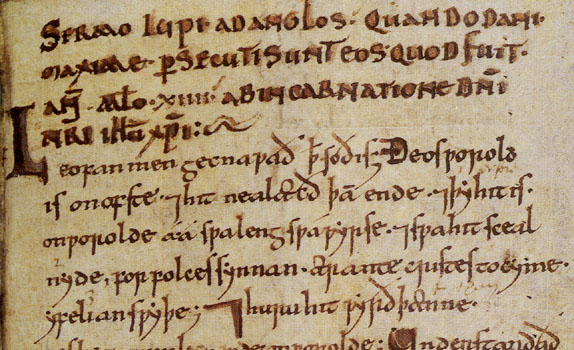
Sermón medieval manuscrito conservado en la Biblioteca Británica.

En la primitiva Iglesia sólo estaba permitida la predicación de los obispos. San Juan Crisóstomo fue, según la opinión de algunos autores, el primer presbítero que subió a la cátedra del evangelio en Antioquía. Orígenes y san Agustín predicaron igualmente no siendo más que simples sacerdotes, pero estos casos eran raros, principalmente en Occidente. 
Los obispos miraban el ministerio de la predicación como muy propio de su dignidad, y en su presencia no solía predicar ningún presbítero. Estos predicaban en ausencia del obispo en la iglesia metropolitana y comúnmente en las iglesias parroquiales. A veces, varios presbíteros, uno después del otro, hacían su exhortación al pueblo después del canto del Evangelio en la misa y, finalmente, el obispo. Si el presbítero por poca robustez no podía predicar, el diácono leía algún sermón u homilía de los Santos Padres. En casos extraordinarios podía permitir el obispo que algún clérigo de menores o algún seglar de singular fama, virtud y ciencia predicase públicamente en la iglesia con arreglo a lo dispuesto en el concilio IV de Cartago, pero nunca las mujeres por santas y doctas que fuesen. 
El predicador a veces solía implorar brevemente, al comenzar, el auxilio divino, saludar al pueblo y concluía con la alabanza o invocación a la Santísima Trinidad y con alguna oración. El predicador solía estar sentado aunque se levantase algunas veces. Los oyentes en algunas provincias estaban sentados y en otras, de pie. A veces, el auditorio interrumpía al orador con aclamaciones, costumbre que deseaba abolir san Crisóstomo, pues como decía san Jerónimo el llanto de los oyentes es elogio del orador sagrado.
Los predicadores solían llevar preparado lo que habían de decir, mientras que los más ejercitados improvisaban. Algunos estenógrafos copiaban muchas veces los sermones valiéndose para ello de notas o abreviaturas.